# Carla Maia Limp de Azevedo
Carla Maia Limp De Azevedo (24/01/1981, Brasília) é uma atleta paralímpica brasileira na modalidade de tênis de mesa.
Obteve medalha de prata na competição por equipes nos Jogos Parapan-Americanos do Rio, em 2007.